# J-cert生活・職能日本語検定
J-cert生活・職能日本語検定（じぇいさあとせいかつしょくのうにほんごけんてい、英語: Certificate of Japanese as a Foreign Language、略称J-cert、旧称：GNK）は、公益財団法人国際人財開発機構が主催する、日本語を母語としない人を対象した日本語能力を認定する検定試験である。

## 試験の利用
J-cert生活・職能日本語検定の成績は、日本の在留資格認定申請時の日本語能力の指標や就職、進学、資格認定の際の参考として用いられている。

## 歴史
1984年（昭和59年）、日本の国際標準化戦略の下、わが国の優れた技術・技能を知的財産として諸外国に移転し、その品質を維持・管理していくため、さまざまな能力開発にかかわる要件定義とそれらを国際的な標準化指標に沿って認証することにより、日本と各国との知的財産移転を促進し、国際的に活躍する人財育成に寄与するため、日本語検定について認証レベルの国際標準化に着手し、日本の技術・技能を習得する上で必要な日本語能力を学習者の学習目的にあわせて、習熟度別に測定・認証することにより、到達レベルの可視化が図ることを目的にCEFRに準拠した日本語能力検定として実施される。

## 試験レベル

### 2019年以降
| レベル         | 認定の目安 |                            |
| -------------- | --- | -------------------------- |
| C2（マスター） | 様々なビジネスやアカデミックな場面に対応できる日本語及び社会文化的な知識・理解の習熟度が充分評価でき、日本の現状・将来を語り、論述できる能力。                           |                            |
| C1（上級）     | 日本語の読解・聴解能力に加え、日本社会の規範（社会常識・マナー等）をほぼ理解し、会社勤務・会議での充分なコミュニケーション能力を有し、多様な課題に適宜対応できるレベル。 | JLPTのN1とほぼ同じレベル。 |
| B2（準上級）   | 通常ペースでの聴解能力・表現能力を備えており、日本での大学受講・会社勤務能力を充分有し、社会情勢等の話題にも対応できるレベル。                                           | JLPTのN2とほぼ同じレベル。 |
| B1（中級）     | 日常生活上の簡単な会話・文章を良く理解し、社会生活を営むコミュニケーション能力を習得。学業・就業にも基本が備わっているレベル。                                           | JLPTのN3とほぼ同じレベル。 |
| A2.2（準中級） | 基本的な会話・用語の能力を身につけており、スローペースでの理解が可能。日本での社会生活をおおむね理解し、隣人とのコミュニケーションが可能なレベル。                       | JLPTのN4とほぼ同じレベル。 |
| A2.1（初級）   | 基本となる文型・語彙・漢字を習得。単純な会話をゆっくりと話し、理解できる。通常3カ月程度（150時間）の学習で到達するレベル。                                               | JLPTのN5とほぼ同じレベル。 |

## 試験内容
J-cert生活・職能日本語検定は、日本語話者とのコミュニケーションを重視した「聴解」、生活や仕事での正確なコミュニケーションの基盤となる「文字・語彙・文法」そして、日本の文化、風土・習慣など生活をする上で不可欠な理解能力として「社会文化」の３科目で構成されている。

### 試験科目と時間
| レベル         | 総合             | 総合  | 会話               | 合計  |
| -------------- | ---------------- | ----- | ------------------ | ----- |
| C2（マスター） | 100分            | 100分 | 30分               | 130分 |
| レベル         | 文法・読解       | 聴解  | 社会文化           | 合計  |
| C1（上級）     | 60分             | 30分  | 40分               | 130分 |
| B2（準上級）   | 60分             | 30分  | 40分               | 130分 |
| B1（中級）     | 60分             | 30分  | 40分               | 130分 |
| レベル         | 文字・語彙・文法 | 聴解  | 社会・文化（読解） | 合計  |
| A2.2（準中級） | 45分             | 30分  | 60分               | 135分 |
| A2.1（初級）   | 45分             | 30分  | 60分               | 135分 |